# Cricotopus obnixus
Cricotopus obnixus är en tvåvingeart som först beskrevs av Walker 1856.  Cricotopus obnixus ingår i släktet Cricotopus och familjen fjädermyggor. Arten är reproducerande i Sverige. Inga underarter finns listade i Catalogue of Life.